# Mambo (Botswana)
Mambo is een dorp in het district North-East in Botswana. De plaats telt 569 inwoners (2011).